# Франсиско, Жаир
Жаир Франсиско (порт.-браз. Jair Francisco; 30 января 1935, Сапукая, штат Рио-де-Жанейро) — бразильский футболист, полузащитник. Один из лучших бомбардиров в истории клуба «Флуминенсе» — 107 мячей.

## Карьера
Жаир Франсиско начал карьеру в клубе «Бонсусессо» в 1953 году и выступал там до 1955 года. В 1956 году он перешёл в стан «Флуминенсе», где дебютировал 25 марта 1956 года во встрече с «Демократой» (5:0). 22 апреля полузащитник забил первый мяч за клуб, поразив ворота «Барселоны» из Гуаякиля (5:1). 15 июля Жаир провёл первую официальную встречу в составе «Флуминенсе» против «Ботафого» (0:0) на турнире Начала чемпионата Рио-де-Жанейро, выигранного командой. А 22 июля Франсиско забил гол в ворота «Сан-Кристована» (4:2) в рамках розыгрыша чемпионата штата Рио-де-Жанейро. В 1957 году «Флуминенсе» одержал победу в турнире Рио—Сан-Паулу, в котором Жаир забил три гола, включая победные в матчах с «Америкой» и «Сан-Паулу». В 1959 году был выигран чемпионат штата, а ещё через год — второй в карьере Франсиско турнир Рио—Сан-Паулу. В том же сезоне в розыгрыше Чаши Бразилии «Флуминенсе» дошел до полуфинала, где проиграл «Палмейрасу», а Жаир стал вторым бомбардиром турнира с 6 голами, уступив лишь Бесесе. 18 февраля 1962 года Франсиско провёл свой последний матч за клуб против «Ботафого» (0:1). Всего в составе команды футболист сыграл в 245 встречах и забил 107 голов.
В начале 1962 года Жаир стал игроком «Жувентуса». В 1968 году он выступал за «Брагантино», а завершил карьеру годом позже в команде «Саад». Последние годы Жаир является президентом команды ветеранов «Ветеранус-ду-Дурадус» и проживает в районе Виста-Алегри в Рио-де-Жанейро

## Достижения
- Победитель турнира Начала чемпионата Рио-де-Жанейро: 1956
- Победитель турнира Рио — Сан-Паулу: 1957, 1960
- Чемпион штата Рио-де-Жанейро: 1959